# Departamento del Guamo
Guamo fue uno de los departamentos en que se dividía el Estado Soberano de Cundinamarca (Colombia). Fue creado por medio de la ley del 14 de noviembre de 1857, a partir del territorio oriental de la provincia de Mariquita. Tenía por cabecera a la ciudad de Guamo. Fue suprimido el 7 de julio de 1860 y su territorio adjudicado al departamento de Purificación. El departamento comprendía parte del territorio de las actuales regiones tolimenses de Ibagué, Oriente, Sur y Suroriente.

## División territorial
El departamento al momento de su creación (1857) estaba dividido en los distritos de Guamo (capital), Purificación, Natagaima, Ataco, Chaparral, Coyaima, Ortega, Miraflores, Valle, Payandé, San Luis, Espinal, Coello, Tocaima, Nilo, Girardot, Peñalisa, Melgar, Carmen, Cunday, Santa Rosa, Prado y Dolores.